# Pteris zahlbruckneriana
Pteris zahlbruckneriana är en kantbräkenväxtart som beskrevs av Stephan Ladislaus Endlicher. Pteris zahlbruckneriana ingår i släktet Pteris och familjen Pteridaceae. Inga underarter finns listade.